# Projection Van der Grinten

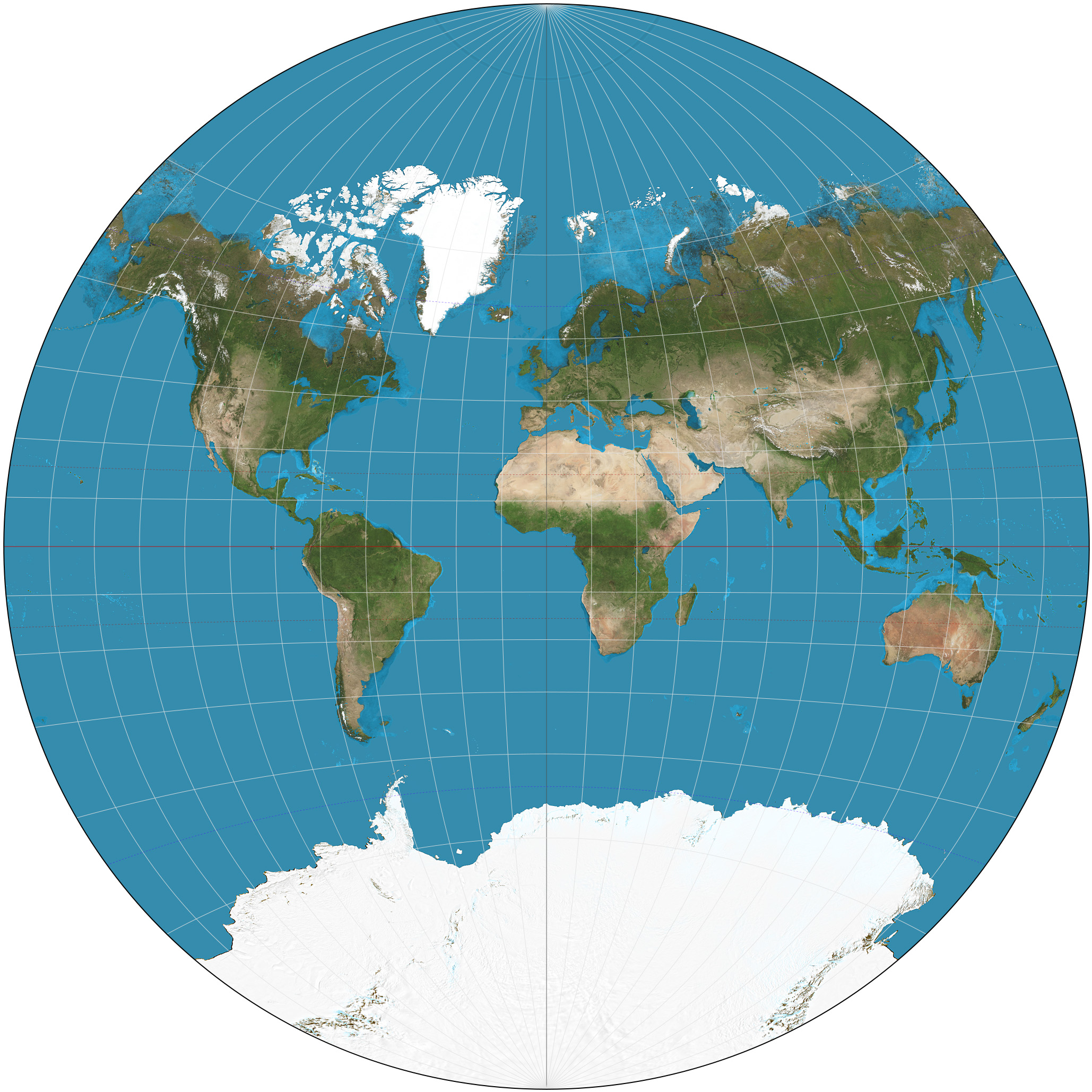
Projection de Van der Grinten du Monde

Projection Van der Grinten avec son indicatrice de Tissot de déformation

La projection de Van der Grinten est une projection cartographique réalisant un compromis avec la projection de Mercator. Elle n'est ni conforme, ni équivalente et ne correspond pas non plus à une projection géométrique. La totalité de la surface du globe est représentée dans un cercle. Elle conserve l'image familière de la carte du monde par projection de Mercator en réduisant modérément ses distorsions. Les régions polaires sont les endroits de plus grandes distorsions.

## Histoire
Alphons van der Grinten (de) conçoit sa projection en 1898 et dépose un brevet américain pour sa carte ainsi que trois autres en 1904 . La National Geographic Society adopte sa projection pour l'élaboration de ses cartes du monde de référence, augmentant ainsi sa visibilité et favorisant sa diffusion. En 1988, la National Geographic Society remplace la projection de Van der Grinten par la projection de Robinson. On rencontre toutefois encore dans le commerce des cartes murales s'appuyant sur la projection de Van der Grinten.

## Construction

### Principe géométrique

Construction du cercle de latitude φ dans la projection de Van der Grinten

La carte est incluse dans un cercle de rayon r. Le parallèle de référence est l'équateur. Le parallèle de référence et le méridien de référence sont représentés par deux diamètres perpendiculaires de ce grand cercle et constituent les axes de la carte.
Le canevas de la carte est constitué pour les méridiens et les parallèles d'arcs de cercles. Les méridiens sont des arcs de cercles passant par les pôles et coupant l'équateur à distance régulière. La construction d'un parallèle est plus complexe. 
Pour une latitude positive, on construit le triangle passant par le pôle nord N et les deux extrémités du diamètre de l'équateur W et E.  Si φ est la latitude du parallèle exprimé en degré, on note tφ le rapport φ/90. 
- La corde d'ordonnée rtφ  rencontre le cercle en deux points qui forment avec W et E un trapèze isocèle dont les diagonales se rencontrent en K.
- Cette même corde découpe dans le triangle WNE un trapèze isocèle dont les diagonales se coupent en H. Le droite passant par H et parallèle à WE rencontre le cercle en  w et e

Le parallèle de latitude φ est l'arc de cercle wKe. 

### Description algébrique
La construction géométrique donnée par van der Grinten peut s'écrire de manière algébrique. 
Dans la suite  , φ est la latitude, λ est la longitude, and λ0 est le méridien de référence. Les angles sont exprimés en degré,  λ - λ0 variant de -180°  à 180° . r est le rayon du cercle dans lequel la représentation cartographique est incluse. 
Pour tout point non situé sur le méridien de référence ou sur l'équateur,  on pose:
{\displaystyle {\begin{aligned}t_{\varphi }&={\frac {\varphi }{90}},\\t_{\lambda }&={\frac {\lambda -\lambda _{0}}{180}},\\\theta &=\arcsin \left|t_{\varphi }\right|,\\A&={\frac {1}{2}}\left|{\frac {1}{t_{\lambda }}}-t_{\lambda }\right|,\\G&={\frac {\cos \theta }{\sin \theta +\cos \theta -1}},\\P&=G\left({\frac {2}{\sin \theta }}-1\right),\\Q&=A^{2}+G.\end{aligned}}}
Les coordonnées du point de longitude λ et de latitude φ sont : 
{\displaystyle {\begin{aligned}x&=\pm r{\frac {A(G-P^{2})+{\sqrt {A^{2}(G-P^{2})^{2}-(P^{2}+A^{2})(G^{2}-P^{2})}}}{P^{2}+A^{2}}},\\y&=\pm r{\frac {PQ-A{\sqrt {(A^{2}+1)(P^{2}+A^{2})-Q^{2}}}}{P^{2}+A^{2}}},\end{aligned}}}
Si le point est sur l'équateur, ses coordonnées sur la carte sont :
{\displaystyle {\begin{aligned}x&=rt_{\lambda },\\y&=0.\end{aligned}}}
Si le point est sur le méridien de référence, ses coordonnées sur la carte sont :
{\displaystyle {\begin{aligned}x&=0,\\y&=\pm r\tan {\frac {\theta }{2}}.\end{aligned}}}